# 5697 Арреніус
5697 Арреніус (5697 Arrhenius) — астероїд головного поясу, відкритий 24 вересня 1960 року.
Тіссеранів параметр щодо Юпітера — 3,160.